# Adrien Ier
Pour les articles homonymes, voir Adrien.
Adrien Ier ou Hadrien Ier (né à Rome - mort le 25 décembre 795 dans la même ville) fut pape de 772 à 795.
Il a été élu pape le 9 février 772 pour succéder à Étienne III, devenant le 95e pape de l'Église catholique romaine. Il mit fin à la première crise iconoclaste.
Il se vit inquiété par Didier de Lombardie, roi des Lombards, et fut vengé par Charlemagne, qui lui fit don d'une partie des États de Didier, notamment du Pérugin et du duché de Spolète (774). C'est sous son pontificat que se tint le deuxième concile de Nicée en 787.

## Biographie
Fils d'un certain Théodore, il appartenait à une famille distinguée de Rome. Très populaire, il monta progressivement les échelons de la hiérarchie ecclésiastique, devenant notaire régionnaire, puis sous-diacre à l'appel de Paul Ier, avant d'être nommé diacre par Étienne III. Son zèle et sa piété le firent élire pape le 9 février 772, à un moment où l'Église de Rome avait besoin d'un protecteur. L'attitude des empereurs d'Orient à son égard inspirait en effet au pape le désir d'échapper à l'influence de la cour de Constantinople (influence qui était en train de s'affaiblir en Italie du fait de l'arrivée des Lombards et de l'éloignement de la capitale de l'Empire). Mais les Lombards eux-mêmes posaient problème au pape : certains monarques avaient fait des donations que leurs successeurs avaient révoquées. Auparavant, Étienne II avait dû appeler à l'aide Pépin le Bref pour contraindre le roi des Lombards Aistolf à une entière restitution.
Didier, alors roi des Lombards, revenait sur le traité obtenu grâce au secours de Pépin le Bref, et avait repris plusieurs villes de l'exarchat de Ravenne. À l'imitation d'Étienne II, Adrien Ier s'adressa donc à Charlemagne. Ce dernier se rendit à Rome et fut reçu avec tous les honneurs par le pape, à la fin du carême de 774. Charlemagne confirma au pape les donations faites par ses prédécesseurs, avant de retourner assiéger Pavie, capitale de Didier. Celui-ci se rendit, et fut envoyé en France, au monastère de Corbie, pour y finir ses jours. Charlemagne ajouta le titre de roi des Lombards à son titre de roi des Francs. Ce fut une étape décisive dans la restauration de l'Empire d'Occident. Il mourut après 23 années de règne et fut regretté des Romains. Charlemagne lui fit faire cette épitaphe :
« Nomina jungo simul titulis, clarissime, nostra :
Hadrianus, Carolus, rex ego, tuque pater
Quisque legas versus, devoto pectore, supplex
Amborum mitis, dic, miserere Deus. »
« Je lie en même temps nos noms par nos titres, ô très illustre
Adrien et Charles, moi roi, et toi pontife.
Que quiconque lisant ce vers, le cœur en prière, suppliant,
Prie que Dieu miséricordieux prenne pitié de ces deux âmes. »

## Télévision
- Charlemagne, le prince à cheval, téléfilm franco-italo-germano-luxembourgeois en trois parties, réalisé par Clive Donner, et diffusé la première fois sur France 2 en 1993, avec Sergio Fantoni dans le rôle d'Adrien.